# La Revanche de Robin des Bois (film)
Pour plus de détails, voir Fiche technique et Distribution.
La Revanche de Robin des Bois (Men of Sherwood Forest) est un film britannique réalisé par Val Guest, sorti en 1954. 

## Synopsis
Un chevalier sarrazin envoyé par Richard est tué par deux archers qui lui vole un précieux objet en argent contenant un message. Le shérif de Nottingham accuse Robin des Bois et ses hommes d'en être responsables mais un témoin a assisté à la scène et apprend à Robin que les deux assassins ont été engagés par un seigneur dont l'écusson est un aigle argenté sur fond noir : l'emblème de Sir Moraine, un farouche partisan du Roi Richard. Robin se fait passer pour un saltimbanque du nom de Lancaster pour découvrir le fin mot concernant ce complot contre le Roi.

## Fiche technique
- Titre : La revanche de Robin des Bois
- Titre original : The men of Sherwood forest
- Réalisation : Val Guest
- Assistant réalisateur : Jack Causey
- Scénario : Allan MacKinnon
- Histoire : D'après les légendes de Robin des Bois
- Producteur : Michael Carreras
- Directeur artistique : J. Elder Wills
- Directeur de production : Jimmy Sangster
- Musique : Doreen Carwithen
- Musique dirigée par John Hollingsworht
- Photographie : Walter J. Harvey, B.S.C.
- Montage : James Needs
- Costumes : Michael Whittaker (en) et Molly Arbuthnot
- Société de production : Hammer Film Productions
- Société de distribution : Exclusive Films
- Pays de production :  Royaume-Uni
- Langue : Anglais
- Formats : Couleur - 1,37 : 1 - 35mm - Mono
- Genre : Aventure
- Durée : 77 minutes
- Date de sortie :
  - Royaume-Uni : 17 novembre 1954

## Distribution
- Don Taylor (VF : Roger Rudel) : Robin des Bois
- Eileen Moore : Lady Alys
- Reginald Beckwith : Frère Tuck
- Patrick Holt : roi Richard
- David King-Wood : Sir Guy Belton
- Douglas Wilmer : Sir Nigel Saltire
- Harold Lang : Hubert
- Ballard Berkeley : Walter
- Wensley Pithey : Hugo
- Leslie Linder : Little John
- John Van Eyssen : Will Scarlett
- Vera Pearce : Elvira
- John Stuart : Moraine
- John Kerr : Brian of Eskdale
- Peter Arne